# Herbaje
El derecho de herbaje fue un impuesto del Reino de Aragón que tuvo inicio en el reinado de Jaime I, según consta de una cédula dirigida a la ciudad de Zaragoza en 1254 declarándola libre del derecho que había impuesto sobre los ganados, a razón de un dinero por cabeza de oveja o cabra y de cuatro por cada buey o yegua. 
El derecho se aumentó por Pedro III al quinto de todo género de bestias contra lo cual protestaron los Jurados y Concejo de Zaragoza, suplicando al Rey en 1279 que la redujese a cinco dineros por cabeza de ganado lanar o cabrío que fue lo que se pagó a Jaime I para la conquista de Valencia; máxime cuando no se había otorgado para las bestias mayores.